# Красное (станция)
Красно́е — железнодорожная станция Смоленского региона Московской железной дороги, расположенная в Краснинском районе Смоленской области в 68 км к западу от Смоленска.

## Описание

### Общая информация
Последняя станция на территории МЖД, Смоленской области и Российской Федерации при следовании в сторону Беларуси.

### Расположение
Станция располагается примерно в 3 километрах от российско-белорусской границы, в северной части станции Красное.

### Инфраструктура
Состоит из двух низких пассажирских платформ (боковой и островной), соединённых пешеходным настилом.
Навесами и турникетами не оборудована.
На станции имеется вокзальное здание.

## Пассажирское движение
Станция обслуживает пассажирские пригородные поезда, следующие по маршруту Смоленск — Красное — Смоленск и Смоленск — Осиновка — Смоленск.
До марта 2020 года станция обслуживала пригородные дизель-поезда Белорусской железной дороги по маршруту Орша — Красное — Орша, которые были отменены из-за закрытия границ в связи с пандемией COVID-19, в результате чего пригородное пассажирское движение между государствами остановилось. Однако с 1 августа 2024 года были назначены две пары электропоездов по маршруту Смоленск — Осиновка — Смоленск на ежедневной основе.
Поезда дальнего следования проходят станцию без остановки.

## Фотогалерея

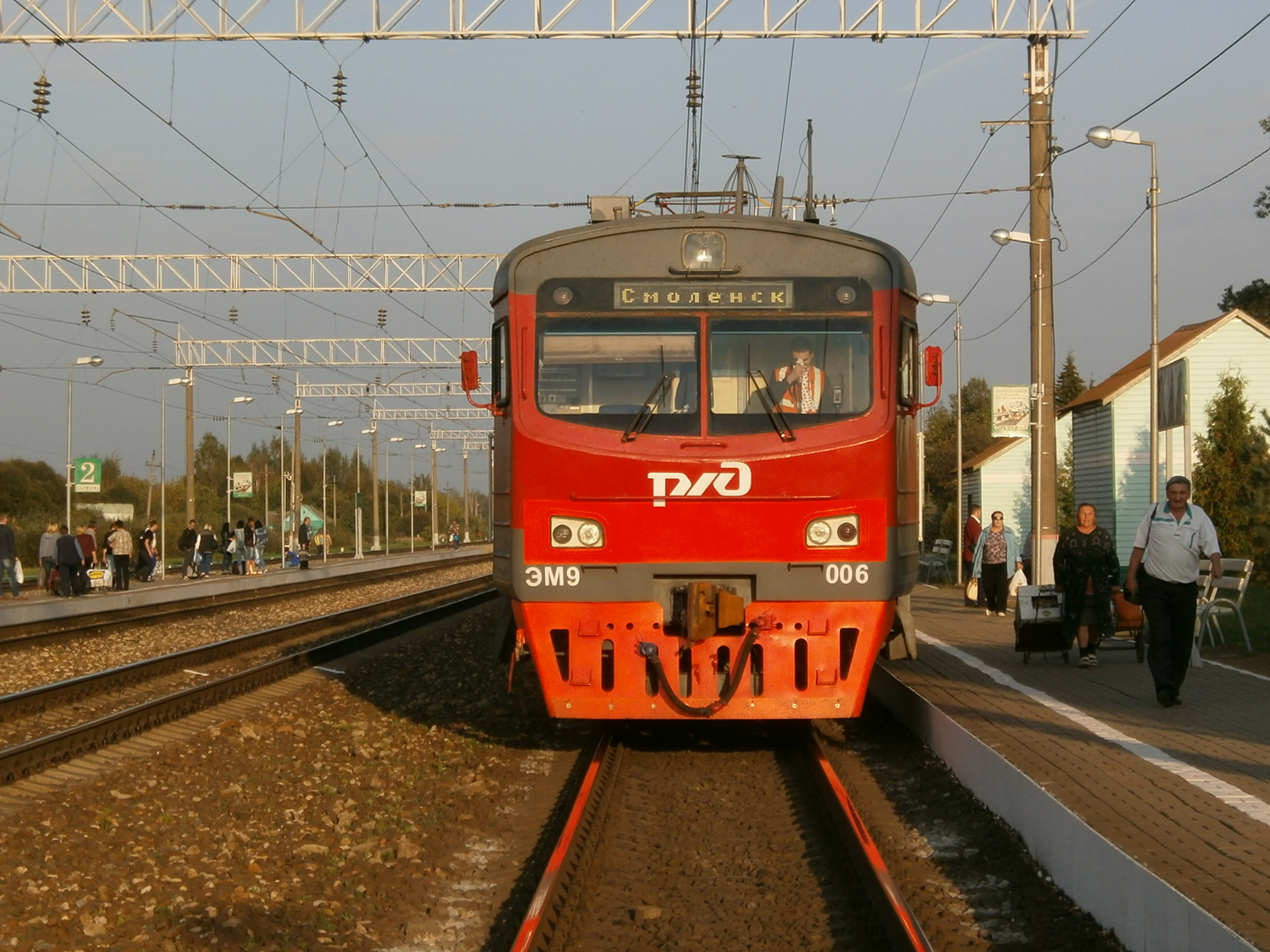
Электропоезд ЭМ9 на станции
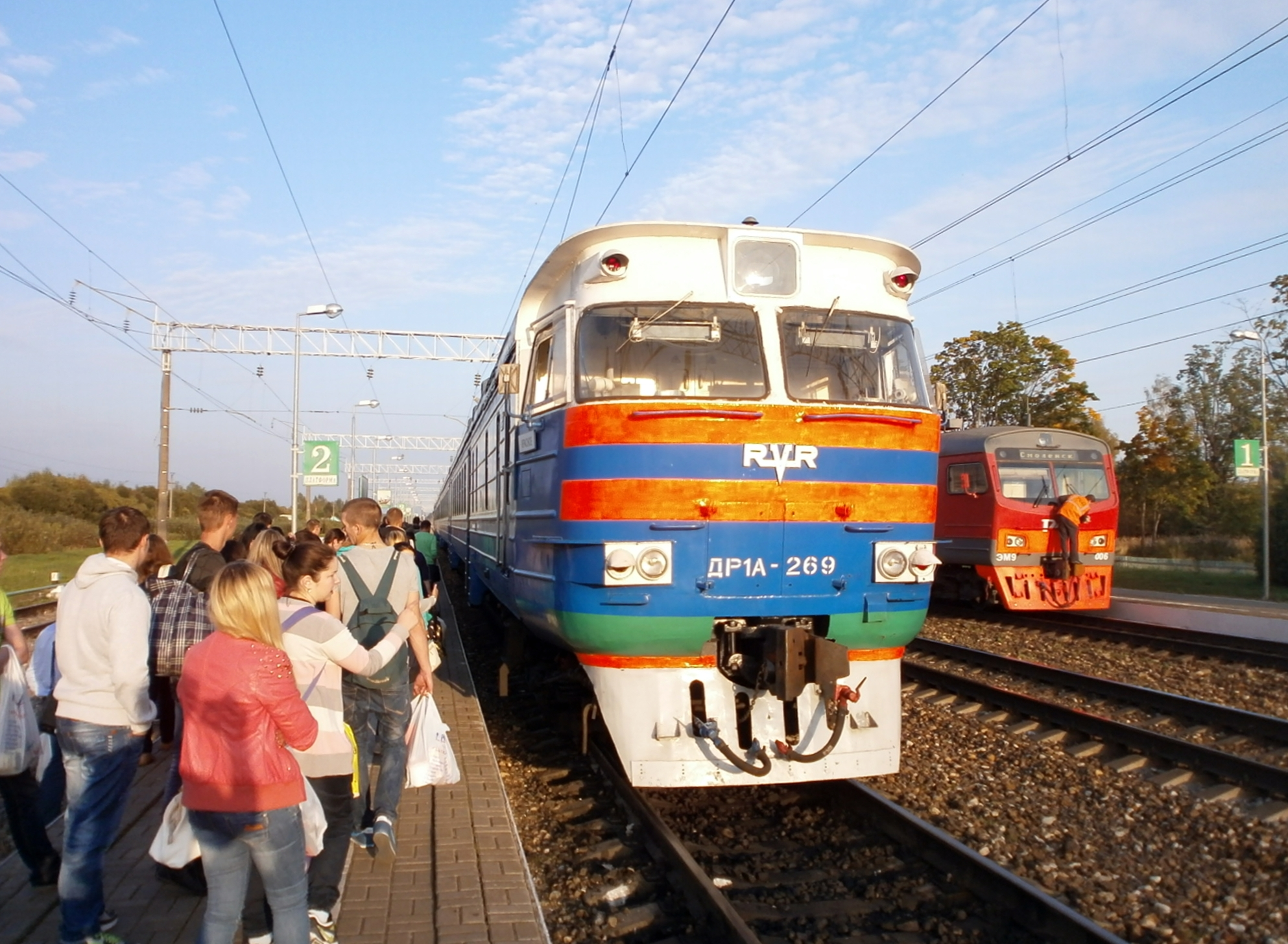
Дизель-поезд ДР1А на станции
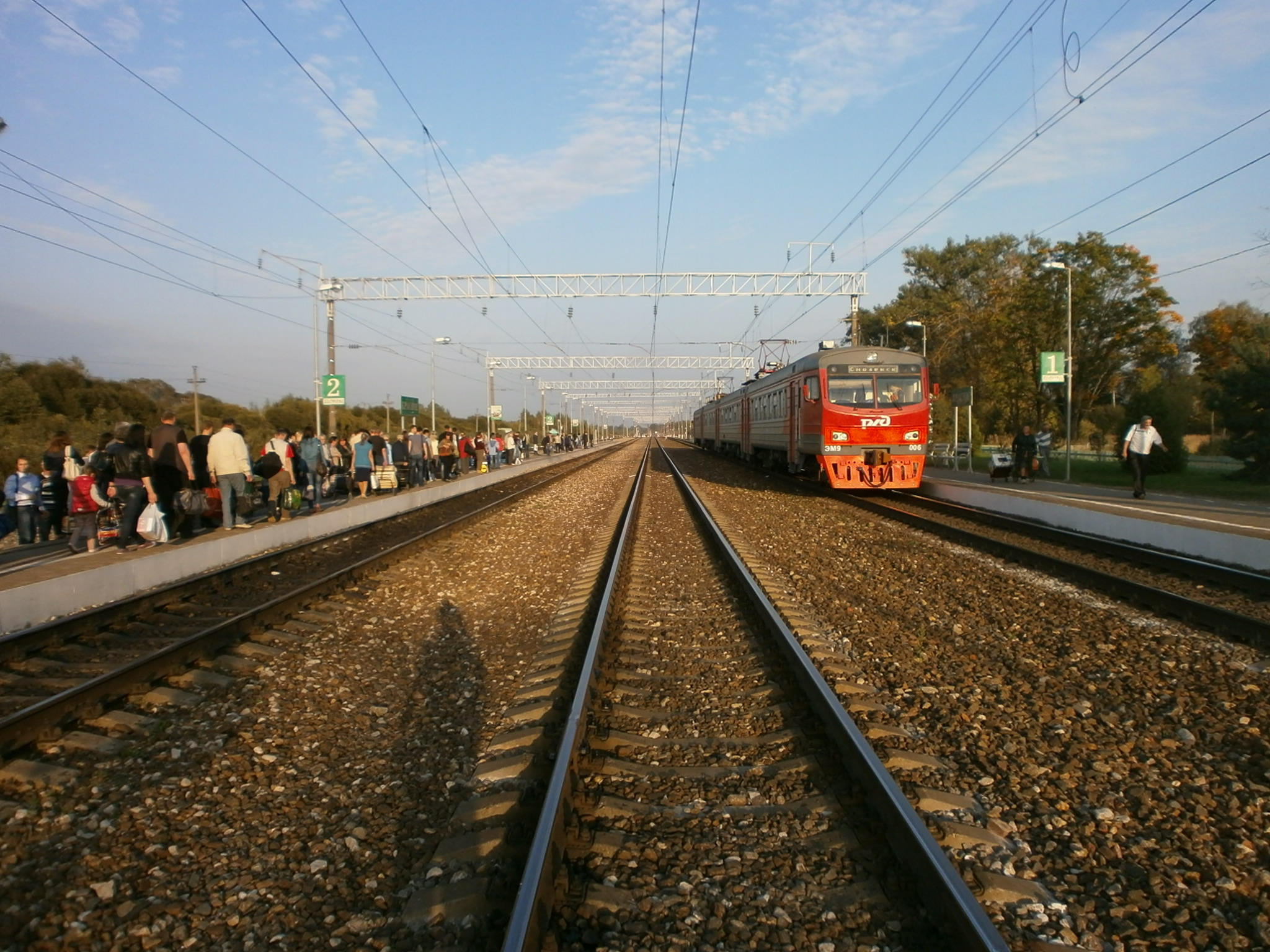
Платформы станции